# Michał Fryderyk Czartoryski

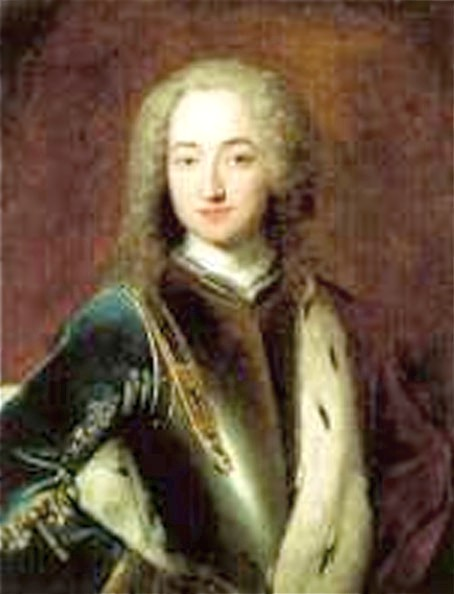
Michał Fryderyk Czartoryski.

Michał Fryderyk Czartoryski, född 26 april 1696, död 13 augusti 1775, var en polsk furste och statsman. Han var farbror till Adam Kazimierz Czartoryski.
Czartoryski blev kastellan av Vilna 1712, kronförskärare 1719, litauisk underkansler 1724 och storkansler 1752. Trots att han var August den starkes troman, hyllande han efter dennes död 1733 Stanisław I Leszczyński men anslöt sig senare till August III och var 1735-1772, särskilt efter sin systersons Stanisław II August Poniatowskis tronbestigning Polens ledande statsman. Under starkt motstånd från det av Frankrike stödda patriotpartiet försökte Czartoryski och hans släkt, den så kallade "familjen", genomdriva politiska och sociala reformer, bland annat avskaffandet av liberum veto och upphävandet av livegenskapen, men som de i dessa frågor liksom i utrikespolitiken stödde sig på Ryssland, påskyndade de bara landets undergång. Czartoryski fick själv uppleva första delningen 1772.